# Jerdea, Cemerivți
Jerdea (în ucraineană Жердя) este o comună în raionul Cemerivți, regiunea Hmelnîțkîi, Ucraina, formată numai din satul de reședință.

## Demografie
Componența lingvistică a comunei Jerdea
     Ucraineană (99,14%)
     Alte limbi (0,86%)
Conform recensământului din 2001, majoritatea populației comunei Jerdea era vorbitoare de ucraineană (99,14%), existând în minoritate și vorbitori de alte limbi.